# Pod Dudášom
Pod Dudášom je přírodní rezervace v oblasti Poľana. Nachází se v katastrálním území obcí Hriňová a Očová v okrese Zvolen, okrese Detva v Banskobystrickém kraji na Slovensku. Území bylo vyhlášeno či novelizováno v roce 1980 na rozloze 6,2400 ha. Ochranné pásmo nebylo stanoveno.